# Khamra
Khamra (gest. am 3. Juli 988) war eine Sklavin und Konkubine des 18. Abbasiden-Kalifen al-Muqtadir (895–932, reg. 908–932). Sie war Mutter des gemeinsamen Sohnes Isa ibn al-Muqtadir. Sie wurde in Bagdad auf dem Ruṣāfa-Friedhof unweit der Kalifengräber bestattet; ihr Sohn später neben ihr.
In der klassisch-arabischen Literatur wird Khamra unter anderem bei Ibn al-Sa'i (1197–1276) in seinem Werk Die Frauen der Kalifen erwähnt.